# Casa Giannella
Casa Giannella è un palazzo situato a Pavia, in Lombardia.

## Storia
Il palazzo, situato nell’antica contrada di San Romano, fu realizzato, adattando in parte edifici di epoca precedente, nel 1811 su progetto di Giuseppe Marchesi.

## Descrizione
Casa Giannella rappresenta uno degli esempi più originali dell’architettura neoclassica a Pavia, e ripropone, in forma ridotta e con molto meno sfarzo, il progetto di palazzo Serbelloni di Milano. La casa presenta una facciata attraversata da risalti a fasce e modanature, caratterizzata, a metà del piano superiore, dal grande e maestoso loggiato retto da colonne ioniche in granito e sormontato da un timpano. Internamente presenta una cortile porticato di piccole dimensioni, arricchito da uno sfondo prospettico ad arcate cieche.

## Galleria d'immagini

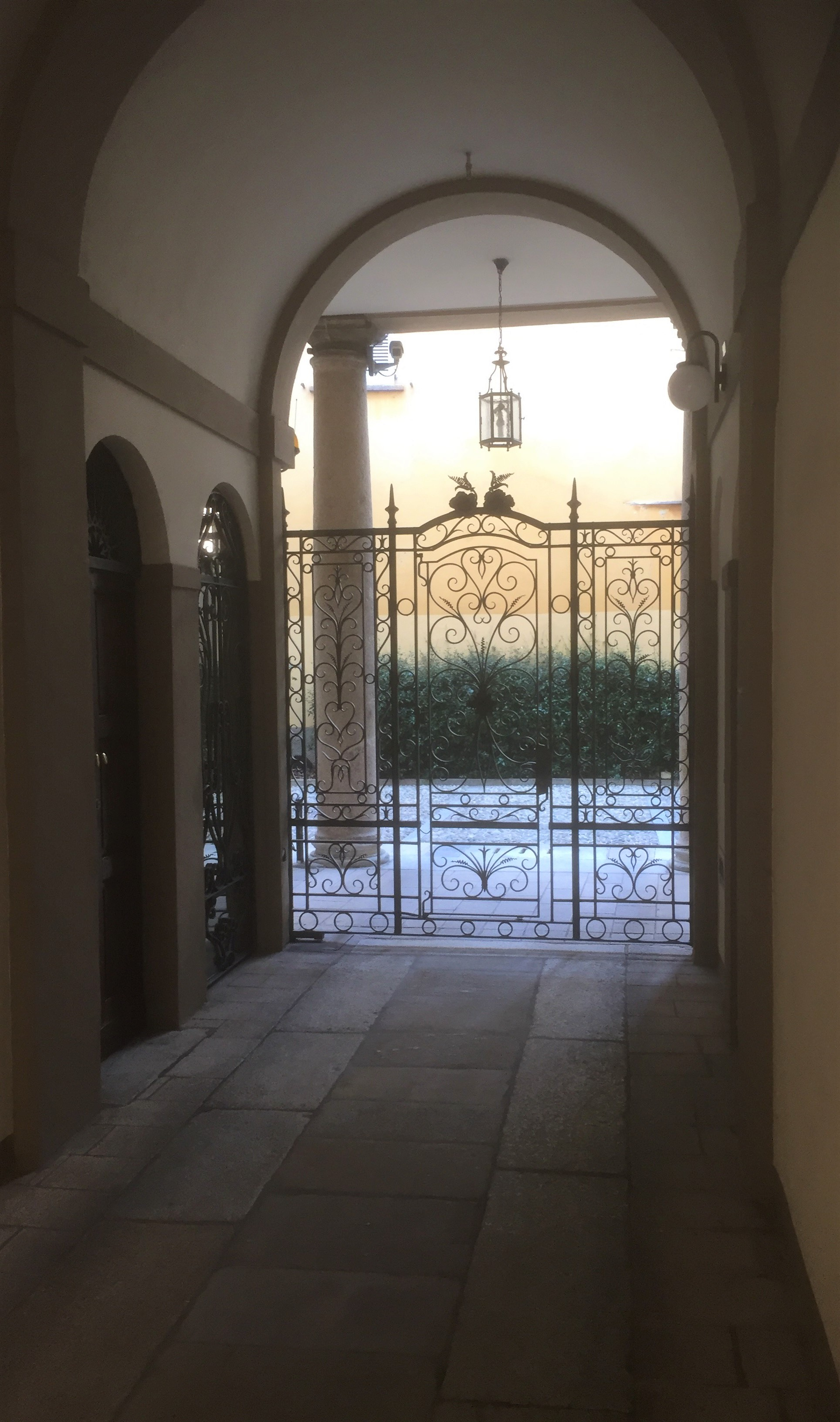
L'ingresso
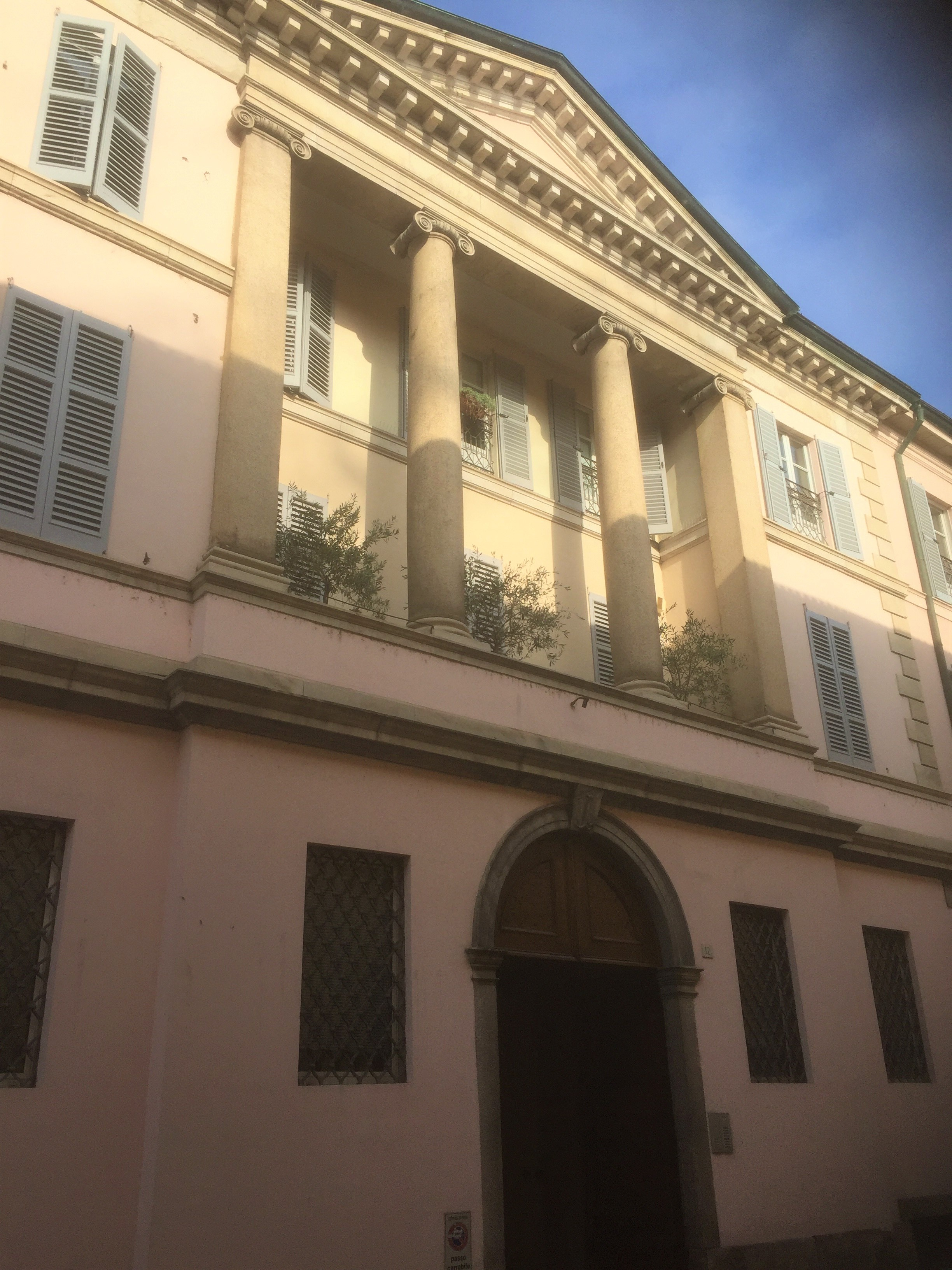
Dettaglio del loggiato